# العلاقات المصرية المولدوفية
العلاقات المصرية المولدوفية هي العلاقات الثنائية التي تجمع بين مصر ومولدوفا.

## مقارنة بين البلدين
هذه مقارنة عامة ومرجعية للدولتين:
| وجه المقارنة                                              | مصر           | مولدوفا                           |
| --------------------------------------------------------- | ------------- | --------------------------------- |
| المساحة (كم2)                                             | 1.01 مليون    | 33.85 ألف                         |
| عدد السكان (نسمة)                                         | 94.80 مليون   | 2.55 مليون                        |
| الكثافة السكانية (ن./كم²)                                 | 93.86         | 75.33                             |
| العاصمة                                                   | القاهرة       | كيشيناو                           |
| اللغة الرسمية                                             | اللغة العربية | اللغة المولدوفية، اللغة الرومانية |
| العملة                                                    | جنيه مصري     | ليو مولدوفي                       |
| الناتج المحلي الإجمالي (بليون دولار)                      | 235.37 مليار  | 8.13 مليار                        |
| الناتج المحلي الإجمالي (تعادل القوة الشرائية) بليون دولار | 998.67 مليار  | 17.94 مليار                       |
| الناتج المحلي الإجمالي الاسمي للفرد دولار أمريكي          | 3.61 ألف      | 3.65 ألف                          |
| الناتج المحلي الإجمالي للفرد دولار أمريكي                 |               | 4.98 ألف                          |
| مؤشر التنمية البشرية                                      | 0.690         | 0.693                             |
| رمز المكالمات الدولي                                      | +20           | +373                              |
| رمز الإنترنت                                              | .eg، .مصر     | .md                               |
| المنطقة الزمنية                                           | ت ع م+02:00   | ت ع م+02:00، ت ع م+03:00          |

## منظمات دولية مشتركة
يشترك البلدان في عضوية مجموعة من المنظمات الدولية، منها:
| علم المنظمة | اسم المنظمة                               | تاريخ انضمام مصر | تاريخ انضمام مولدوفا |
| ----------- | ----------------------------------------- | ---------------- | -------------------- |
|             | البنك الدولي للإنشاء والتعمير             | 27 ديسمبر 1945   | 12 أغسطس 1992        |
|             | منظمة التجارة العالمية                    | 30 يونيو 1995    | ?                    |
|             | المركز الدولي لتسوية المنازعات الاستشارية | 2 يونيو 1972     | 4 يونيو 2011         |
|             | الفريق المعني برصد الأرض                  | فبراير 2005      | ?                    |
|             | الأمم المتحدة                             | 24 أكتوبر 1945   | 2 مارس 1992          |
|             | منظمة الشرطة الجنائية الدولية             | 7 سبتمبر 1923    | ?                    |
|             | وكالة ضمان الاستثمار متعدد الأطراف        | 12 أبريل 1988    | 9 يونيو 1993         |
|             | يونسكو                                    | 22 يناير 1947    | 27 مايو 1992         |
|             | مؤسسة التنمية الدولية                     | 26 أكتوبر 1960   | 14 يونيو 1994        |
|             | مؤسسة التمويل الدولية                     | 20 يوليو 1956    | 10 مارس 1995         |
|             | الاتحاد البريدي العالمي                   | ?                | ?                    |
|             | الاتحاد الدولي للاتصالات                  | 9 ديسمبر 1876    | 20 أكتوبر 1992       |

## وصلات خارجية
- موقع وزارة الخارجية المصرية
- موقع وزارة الخارجية المولدوفية